# Tall Ships' Races

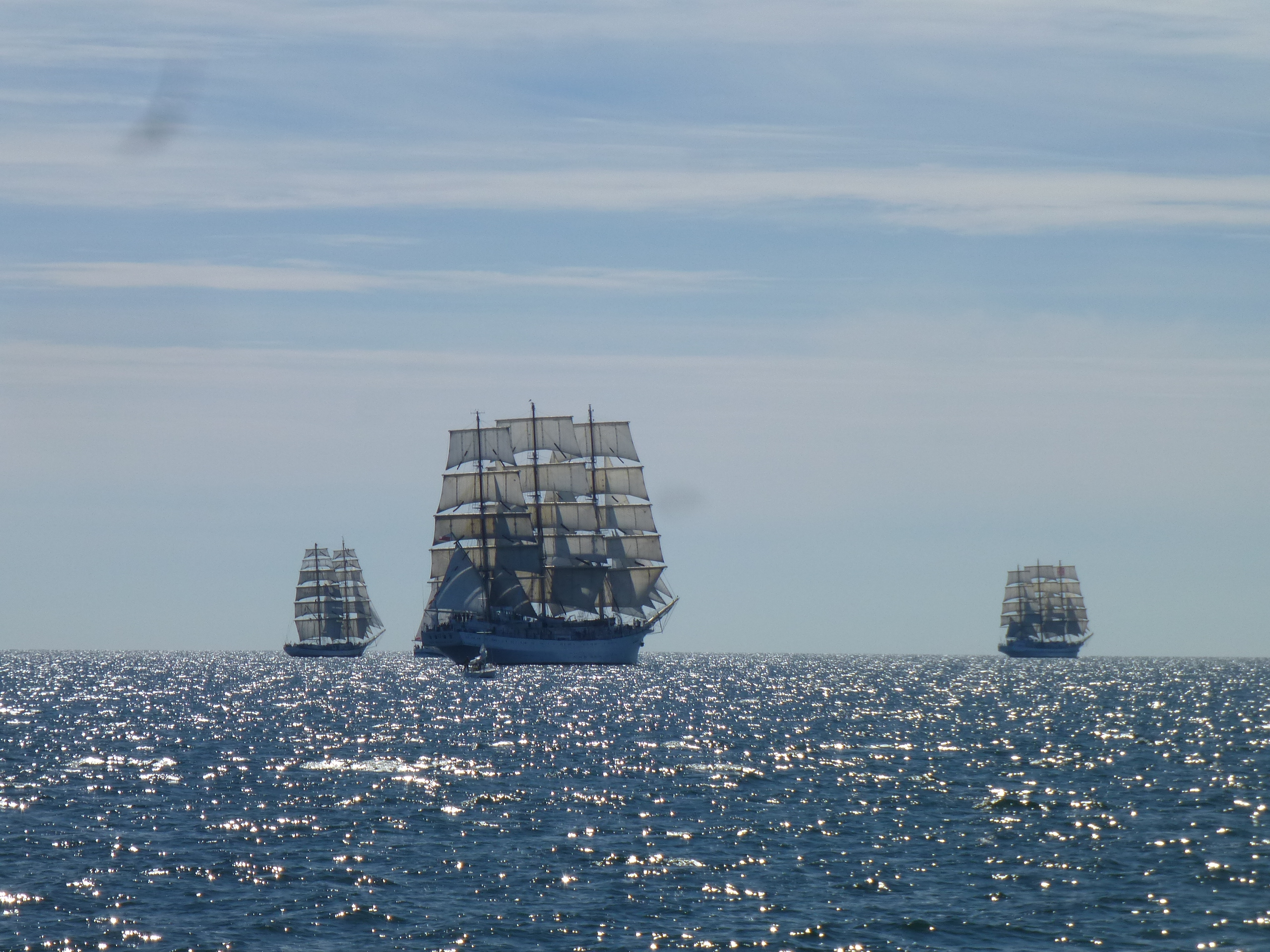
Début des Tall ships' Races en 2017 entre Turku (Finlande) et Klaipeda (Lituanie).

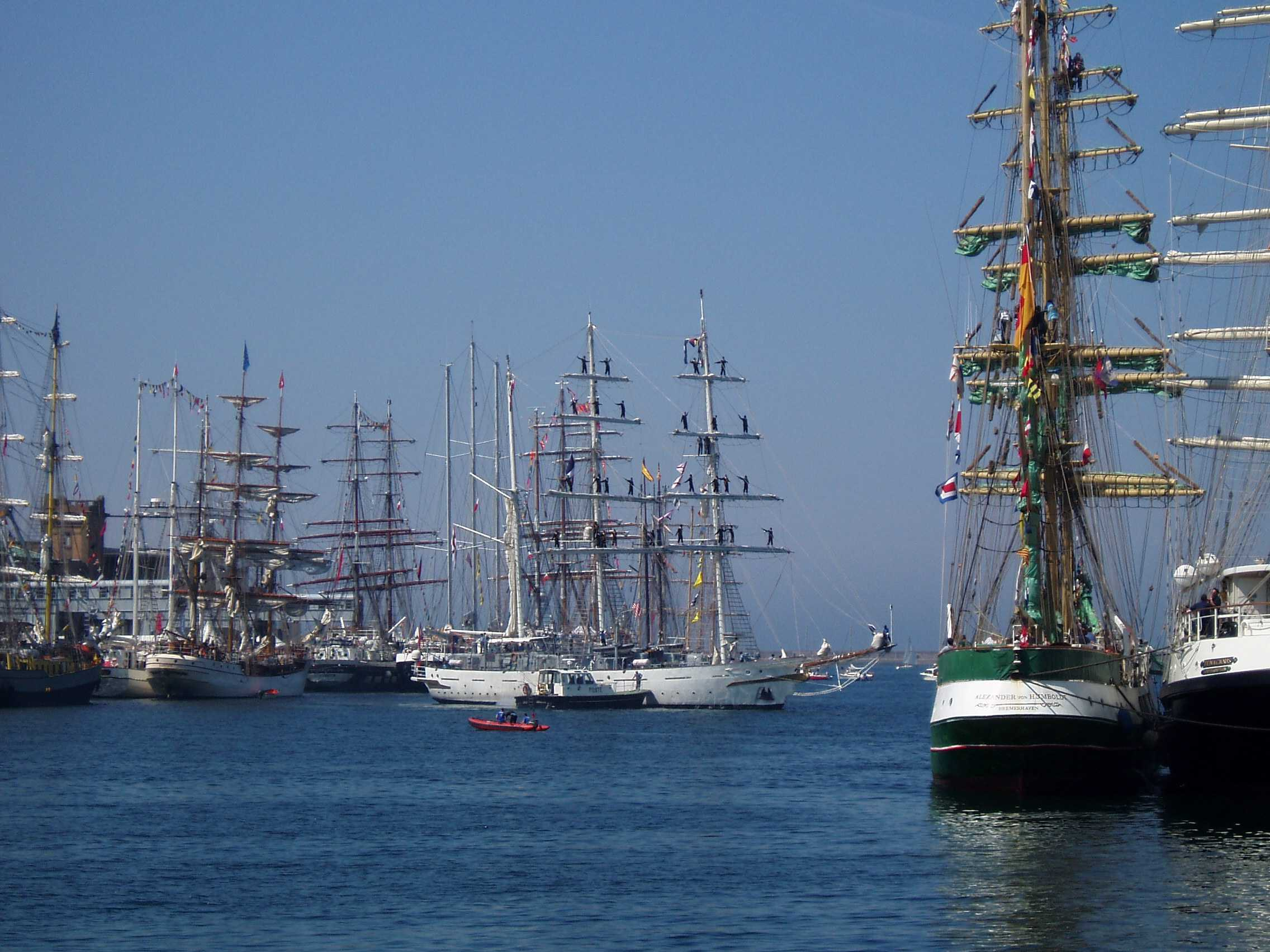
Les Tall Ships' Races sont l'occasion de fêtes maritimes dans les ports d'escale comme ici à Cherbourg en 2005.

Les Tall Ships' Races  ou Courses de grands voiliers sont des courses internationales de voiliers écoles
Ces courses sont conçues par l'association Sail Training International, pour encourager l'amitié internationale et la formation des jeunes dans l'art de la navigation, notamment au travers de la franchise Sail on board pour promouvoir la navigation sur vieux gréements. Les courses sont organisées chaque année, principalement en Europe, et se composent d'étapes de plusieurs centaines de milles marins, et de festivités entre chacune d'elles. Plus de la moitié de l'équipage de chaque bateau participant aux courses doit être composé de jeunes.
Entre 1973 et 2003, ces courses ont été connues sous le nom The Cutty Sark Tall Ships' Races (Courses Cutty Sark des Grands Voiliers), étant parrainées par la société Cutty Sark. De 2004 à 2010, les courses sont parrainées par Anvers. De 2010 à 2014, c'est la ville polonaise de Szczecin qui parraine la course.
Les Talls Ships' Races se déroulent principalement en Europe du Nord (façade Atlantique, mer du Nord et mer Baltique), mais des éditions ont lieu également en mer Noire, en mer Méditerranée (elle prend le nom de Mediterranean Tall Ships Regatta) et aussi en Océanie (mer de Tasman) et Asie (Far East Tall Ship Regatta).
Il existe une deuxième série de courses appelée Tall Ships' Regatta.

## Historique

### 1953: Naissance du projet
Après la Seconde Guerre mondiale, les grands voiliers et leur technique de navigation étaient en voie de disparition, supplantés par les navires à moteurs.
C'est en 1953, qu'un avocat londonien à la retraite, Bernard Morgan, a eu pour la première fois l’idée de rassembler de jeunes cadets et marins en formation du monde entier pour participer à une compétition amicale de grands voiliers du monde entier. Plus il parlait de son idée, plus des oreilles bienveillantes s'enflammèrent pour ce projet. Avec l'appui du comte Mountbatten, First Sea Lord en 1955, du duc d'Édimbourg, et de l'ambassadeur du Portugal au Royaume-Uni, le Dr Pedro Theotonio Pereira, est créé le Sail Training International Race Committee (STIRC) et trois ans plus tard, le projet se concrétise.

### 1956: Première course

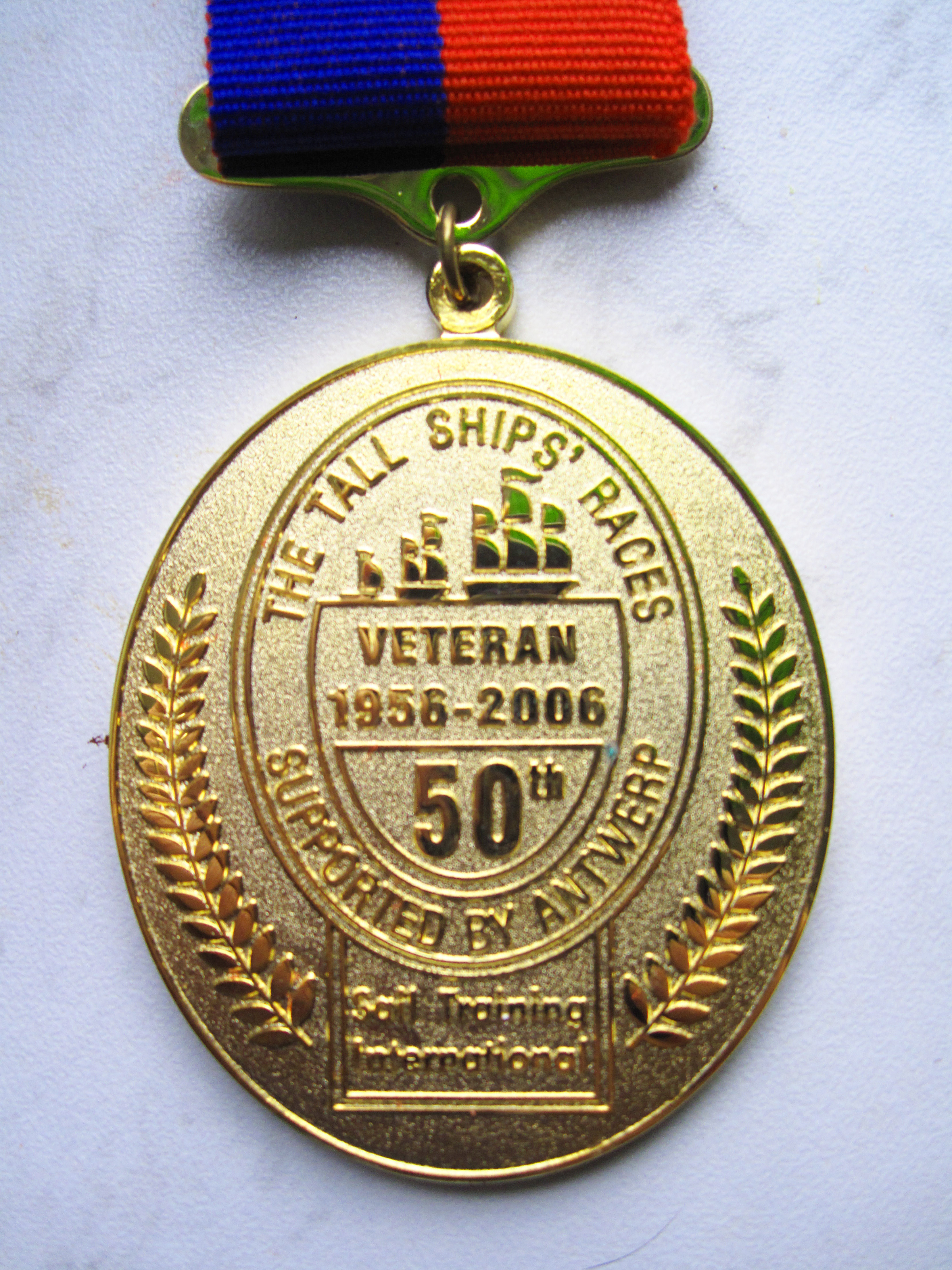
Médaille de vétéran de la Première Régate Internationale pour grands voiliers (1956)

En juillet 1956, la première course est lancée de Torbay à Lisbonne avec 20 grands voiliers divisés en deux classes, ceux de plus de cent tonneaux et ceux en dessous. Les bateaux venaient de différents pays dont l'Argentine, la Belgique, le Danemark, la France, l'Italie, la Norvège, le Portugal, la Suède, la Turquie et la Grande-Bretagne. Torbay, situé au Sud-Ouest de l'Angleterre, est le premier port des Tall Ship'Races et donnera son nom à un prix de la course.

### 1958: Deuxième course
La course de 1956, conçue au départ comme un évènement unique, frappa les esprits, surtout dans les pays ayant un bateau en course. Les médias inventèrent le nom de Tall Ships' Race ou Courses de grands voiliers. Devant le succès, le comité d'organisation décida de répéter l'évènement en 1958, puis tous les deux ans.
En juillet 1958, la course partit de Brest avec 18 voiliers de plus de 100 tonneaux pour Las Palmas de Gran Canaria et 12 voiliers plus petits à destination de La Corogne.
Le STIRC devint un organisme permanent et évolua au cours des années en Sail Training Association (STA), dont le duc d'Édimbourg prit la présidence, puis en ISTA pour International Sail Training Association.

### Editions et sponsors
En 1962, 29 grands voiliers prirent le départ de Torbay vers Rotterdam.
En 1964, la flotte de bateaux fut divisée en deux catégories : la Class A pour les grands voiliers à voiles carrées et la Class B pour les voiliers plus petits.
À partir de 1965, des courses mineures apparurent pour alterner avec les Tall Ships' Races, mais à partir des années 1975, ces courses mineures devinrent aussi importantes que les principales et il devint bientôt difficile de les différencier. Des épreuves ont lieu désormais tous les ans.
En 1972, la course prit le nom de Cutty Sark car sponsorisée par le whisky du même nom. Avec le Cutty Sark, apparut un nouveau trophée qui récompense un navire qui, d'après l'opinion de tous les capitaines de la flotte, a développé le plus la fraternité et la compréhension internationale. Cette récompense continue de nos jours sous le nom de Sail Training International Friendship Trophy. Pendant plus de trente ans, Cutty Sark sponsorisa cette course.
Après l'arrêt de Cutty Sark comme sponsor en 2004, la ville d'Anvers décida de sponsoriser l'épreuve jusqu'en 2010 pour les 50 ans de la course, course qui reprit son nom originel : Tall Ships' Race. De 2010 à 2014, c'est la ville polonaise de Szczecin qui parraine la course.
En juillet et août 2006, a lieu de le cinquantième anniversaire de l'organisation, lancées par le mécène Prince Philip, duc d’Édimbourg, qui a également lancé la première course en 1956.

## Course de vieux gréement

### Définition et règles de courses
Les vieux gréement ou Tall ship (grand voilier) désigne les voiliers anciens et réplique de navires anciens de gréement traditionnels de navigation hauturière généralement de grande taille, bien que certains exemplaire désigné sous ce terme soit de taille modeste. La Sail Training International associe dans les Tall ship' races, des navires à gréement bermudien moderne avec ou sans spin.
En 2011, il n'y avait plus que deux classes de taille, la première classe (A) regroupait les navires à gréement carré et tous les autres navires de plus de 40 m de longueur, et la deuxième classe (B) regroupant les autres navires.
Les navires participants sont dirigés par un équipage composé en grande partie de cadets ou de stagiaires qui participent à la formation à la voile, 50% d'entre eux doivent être âgés de 15 à 25 ans et ne nécessiter aucune expérience préalable. Ainsi, les grands voiliers ne décrivent pas un type spécifique de voilier, mais plutôt un voilier monocoque d'au moins 9,14 mètres (30 ft) conduisant à la formation et à l'éducation à la voile lors de voyages à la voile. Les navires participants vont des yachts aux grands navires de formation à la voile à gréement carré gérés par des œuvres de bienfaisance, des écoles et des marines de nombreux pays.

### Catégories de course actuelle
Tous les navires font 9,14 m minimum de longueur hors-tout. Les catégories de courses dépendent du type de gréement, de la longueur hors-tout (LOA) et de la longueur de flottaison (LWL)) suivant le classement de la STI.
- Classe A : Deux possibilités existent pour entrer dans cette catégorie[8] :

1. navire tout gréement (traditionnel et moderne) avec une longueur hors-tout supérieure à 40 m (indépendamment de leur gréement, exemple : goélette franche de grande taille)
2. ou navire à gréement traditionnel entièrement gréé voiles carrées sur au moins un mât, sans limite de taille. C'est-à-dire que cette catégorie inclut des navires de « petites » tailles à gréement carrés, de longueur hors-tout inférieur à 40 m (exemple : les bricks), et les navires à gréement mixte aurique et carrées si un des mâts au moins possède un gréement entièrement carré trois-mâts barque, trois-mâts goélette...).

- Classe B : Navire à gréement traditionnel avec une longueur hors-tout inférieure à 40 m et une longueur de flottaison supérieure à 9,14 m[8].
- Classe C : Navire à gréement moderne (bermudien) avec une longueur hors-tout inférieure à 40 m et une longueur de flottaison supérieure à 9,14 m, sans spinnaker[8].
- Classe D : Navire à gréement moderne (bermudien) avec une longueur hors-tout inférieure à 40 m et une longueur de flottaison supérieure à 9,14 m, avec spinnaker[8].

Les bateaux de longueur de flottaison inférieure à 9,14 m ne concourent pas.

## Port d'accueil
Les courses sont organisées chaque année dans les eaux européennes et se composent de plusieurs étapes. Ainsi chaque voilier doit rallier le port d'attache sélectionné à l'avance par l'organisateur.

### Critères de sélection
Pour que les ports européens puissent accueillir l'ensemble des voiliers durant la Tall Ships' Race, des critères de sélection sont répartis en 6 catégories:
- Équipements portuaires, infrastructures et organisation : le port doit disposer d'une aire d'amarrage et d'un plan d'accostage générale, montrant l'emplacement, la longueur de l'espace de quai et des profondeurs d'eau; d'espaces prévus pour les toilettes de l'équipage, des douches, un centre d'équipage, d'un emplacement prévu pour les bureaux de gestion de l'équipe de course et un hébergement.
- Programme dans les ports et les plans de participation de la communauté : la ville doit disposer d'un programme culturel, social, sportif, pour les équipages stagiaires et les officiers de navires y compris les bénévoles.
- Approvisionnement des stagiaires et des possibilités de revenus des navires de catégorie A dans le port.
- Approvisionnement et financement des stagiaires (minimum de 25) pour naviguer durant la course, possibilités de générer des revenus pour les navires de classe A lors d'animation d'entreprises et de navigation journalière.
- Promotion de l'événement : mise en place d'un plan marketing et de promotion pour promouvoir l'événement à la communauté locale et nationale.
- Soutien et participation à la formation nautique pour les jeunes : la participation du port, en cours ou prévue, à soutenir et à encourager la formation nautique des jeunes tout au long de l'année.
- Planification de la programmation de la course : l'emplacement du port dans la zone maritime choisie et son aptitude à faire partie d'une série de bonne course. La fréquence qu'a généré les courses dans ce port et l'aptitude à mettre en place la prochaine course et régate.

### Ports étapes par années
| Année | Villes étapes |
| ----- | --- |
| 2025  | Manche / Mer du Nord : Le Havre, Dunkerque, Aberdeen, Kristiansand, Esbjerg, départ prévu le 4 juillet 2025                                                                |
| 2024  | Mer Baltique : Klaipėda, Helsinki, Tallinn, Turku, Mariehamn, Szczecin |
| 2023  | Mer du Nord : Le Helder, Hartlepool, Fredrikstad, Lerwick, Arendal |
| 2022  | Mer du Nord : Esbjerg, Harlingen, Anvers, Aalborg, |
| 2021  | Mer Baltique : Klaipėda, Saint-Pétersbourg, Tallinn, Mariehamn, Szczecin                                                                                                   |
| 2020  | Europe (façade atlantique) / Manche : Lisbonne, Cadix, La Corogne, Dunkerque                                                                                               |
| 2019  | Mer du Nord : Aalborg, Fredrikstad, Bergen, Aarhus Manche / Mer du Nord : Rouen, La Haye                                                                                   |
| 2018  | Asie du Nord-Est : Yeosu, Vladivostok Europe (façade atlantique) : Liverpool, Dublin, Bordeaux Mer du Nord : Sunderland, Esbjerg, Stavanger, Harlingen                     |
| 2017  | Mer du Nord / Mer Baltique : Halmstad, Kotka, Turku, Klaipėda, Szczecin Trans-Atlantique : Royal Greenwich, Sines, Las Palmas, Bermudes, Boston, Québec, Halifax, Le Havre |
| 2016  | Europe (façade atlantique) / Mer du Nord : Anvers, Lisbonne, Cadix, La Corogne, Blyth Mer Noire : Constanța, Novorossiisk, Sotchi, Varna                                   |
| 2015  | Mer du Nord : Belfast, Ålesund, Kristiansand, Aalborg |
| 2014  | Mer du Nord : Harlingen, Fredrikstad, Bergen, Esbjerg Mer Noire : Varna, Novorossiisk, Sotchi, Constanța                                                                   |
| 2013  | Mer du Nord / Mer Baltique : Aarhus, Helsinki, Riga, Szczecin Méditerranée : Barcelone, Toulon, La Spezia Mer de Tasman : Sydney, Nouvelle-Zélande Auckland                |
| 2012  | Europe (façade atlantique) : Saint-Malo, Lisbonne, Cadix, La Corogne, Dublin                                                                                               |
| 2011  | Europe (façade atlantique) / Mer du Nord : Waterford, Greenock, Lerwick, Stavanger, Halmstad                                                                               |
| 2010  | Mer du Nord : Anvers, Aalborg, Kristiansand, Hartlepool |
| 2009  | Mer Baltique : Gdynia, Saint-Pétersbourg, Turku, Klaipėda Trans-Atlantique : Vigo, Tenerife, Bermudes, Charleston, Boston, Halifax, Belfast                                |
| 2008  | Mer du Nord : Liverpool, Måløy, Bergen, Le Helder |
| 2007  | Mer du Nord / Mer Baltique : Aarhus, Kotka, Stockholm, Szczecin Méditerranée : Barcelone, Gênes, Toulon, Alicante                                                          |
| 2006  | Europe (façade atlantique) / Manche : Saint-Malo, Lisbonne, Cadix, La Corogne, Anvers                                                                                      |
| 2005  | Europe (façade atlantique) / Manche / Mer du Nord : Waterford, Cherbourg-Octeville, Newcastle-Gateshead, Fredrikstad, Torbay, Santander                                    |
| 2004  | Mer du Nord : Anvers, Aalborg, Stavanger, Cuxhaven |
| 2003  | Mer Baltique : Gdynia, Turku, Riga, Travemünde-Lübeck |
| 2002  | Europe (façade atlantique) / Manche : Alicante, Malaga, La Corogne, Santander, Anvers                                                                                      |
| 2001  | Mer du Nord : Anvers, Ålesund, Bergen, Esbjerg |
| 2000  | Trans-Atlantique : Southampton, Cadix, Gênes Cadix, Bermudes, Boston, Halifax, Amsterdam                                                                                   |
| 1999  | Europe (façade atlantique) / Mer du Nord : Saint-Malo, Greenock, Lerwick, Aalborg                                                                                          |
| 1998  | Europe (façade atlantique) : Falmouth, Lisbonne, Vigo, Dublin |
| 1997  | Mer du Nord : Aberdeen, Trondheim, Stavanger, Götheborg |
| 1996  | Mer Baltique : Saint-Pétersbourg, Kotka, Turku, Copenhague |
| 1995  | Mer du Nord : Edimbourg, Bremerhaven, Frederikshavn, Amsterdam, Zeebrugge                                                                                                  |
| 1994  | Europe (façade atlantique) / Manche : Weymouth, La Corogne, Porto, Saint-Malo                                                                                              |
| 1993  | Mer du Nord : Newcastle Upon-Tyne, Bergen, Larvik, Esbjerg, Anvers |
| 1991  | Europe (façade atlantique) / Mer du Nord : Milford Haven, Cork, Belfast, Aberdeen, Delfzijl                                                                                |
| 1990  | Europe (façade atlantique) / Mer du Nord : Plymouth, La Corogne, Bordeaux, Zeebrugge-Bruges                                                                                |
| 1989  | Mer du Nord : Londres, Hambourg, Malmö, Travemünde-Lübeck |
| 1985  | Mer du Nord : Bremerhaven, Chatham, Zeebrugge-Bruges, Amsterdam |

## Prix décernés

### Prix décernés sur l'ensemble des courses
| Prix (race series)                            | Catégories |
| --------------------------------------------- | --- |
|                                               | |
| 1st Overall class A / Cape Horn Trophy        | Meilleur temps corrigé toutes courses cat. A. Lorsqu'il s'agit des Tall Ships Races, ce trophée est appelé Cape Horn Trophy. Il existe depuis le 12 novembre 1968. Il est constitué d'un morceau de roche du Cap Horn prélevé au point de latitude 55° 58’ 37.5” S et de longitude 67° 15’ 27” N’. Une inscription traditionnelle "Por el Patrullero Lientur", du nom d'un navire patrouilleur chilien historique, y est inscrit dessus. C'est le trophée le plus prestigieux de course. |
| 1st Overall class B                           | Meilleur temps corrigé toutes courses cat. B. |
| 1st Overall class C                           | Meilleur temps corrigé toutes courses cat. C. |
| 1st Overall class D                           | Meilleur temps corrigé toutes courses cat. D. |
| Bermuda Cup / Fastest Elapsed Time series     | Meilleur temps réel toutes catégories toutes courses. |
| Torbay Cup                                    | Du nom de Torbay au Royaume-Uni, premier port à accueillir une course de grands voiliers. Prix du jury pour un cadet qui s'est illustré pour ses efforts personnels remarquables à bord et vis-à-vis de son équipage, décerné depuis 2006. |
| Sail Training International Friendship Trophy | Prix des capitaines pour l'équipage qui a le plus œuvré pour la promotion de l'amitié et la compréhension internationales, décerné depuis 2003. |
| Royal Thames Yacht Club Challenge Cup         | Récompense le meilleur nouveau bateau inscrit aux Tall Ships Races ou Talls Ships Regatta. |

### Prix décernés par course
| Prix                                        | Catégories |
| ------------------------------------------- | --- |
| Podium                                      | Les 1er, 2e et 3e de chaque catégorie (A, B, C, D) sont primés pour chaque course (c'est le titre le plus convoité). |
| 1st Overall / Fastest corrected Time        | Meilleur temps corrigé toutes catégories sur la course.                                                              |
| Line Honours / Fastest Elapsed Time         | Premier bateau arrivé (temps réel) toutes catégories confondus, sur la course.                                       |
| Communications Prize                        | Prix des officiers de communications pour la meilleure participation au programme de communication.                  |
| Most International Crew                     | Nombre le plus élevée de nationalités.                                                                               |
| Youngest Crew                               | Moyenne d'âge des skippers la plus faible.                                                                           |
| Youngest Captain                            | Capitaine le plus jeune.                                                                                             |
| Crew Parade Award / Best crew in the parade | Prix du jury pour le meilleur défilé. Suivant les années plusieurs prix sont attribués par catégories (A, B-C-D).    |
| Greatest effort to participate              | Prix honorifique décernés au bateau venu de loin (plusieurs prix sont décernés par courses).                         |
| Most spectacular arrival                    | Bateau effectuant l'arrivée au port la plus spectaculaire.                                                           |
| Best Dressed ship in port                   | Bateau le mieux décoré lors des fêtes maritimes à quai.                                                              |

### Prix décernés annuellement
| Prix                                                  | Catégories                                                              |
| ----------------------------------------------------- | ----------------------------------------------------------------------- |
| Shipping Federation of Great Britain Perpetual Trophy | Récompense la fidélité d'un bateau présent depuis de nombreuses années. |

## Quelques événements maritimes associés

### 2007
- Toulon Voiles de Légende 2007

### 2013
- Tall Ships Races 2013
- Sydney-Auckland Tall Ships Regatta 2013
- Toulon Voiles de Légende 2013
- Tall Ships Races Helsinski 2013[26]

### 2017
- Les Grandes Voiles du Havre (2017)

### 2018
- Tall Ships Regatta Bordeaux 2018

### 2019
- L'Armada de Rouen[27],[16] avec la Liberty Tall Ships Regatta 2019[28].

### 2025
- Les Grandes Voiles du Havre (2025)
- Les voiles de Légende Dunkerque (2025)